# Ицаринский сельсовет
Ицаринский сельсовет  — административно-территориальная единица и муниципальное образование со статусом сельского поселения в Дахадаевском районе Дагестана Российской Федерации.
Административный центр — село Ицари.

## Население
| 2002 | 2010 | 2012 | 2013 | 2014 | 2015 | 2016 |
| ---- | ---- | ---- | ---- | ---- | ---- | ---- |
| 259  | ↘225 | ↘220 | ↗223 | ↗224 | ↗229 | ↘225 |
| 2017 | 2018 | 2019 | 2020 | 2021 | 2023 | 2024 |
| ↘224 | ↗230 | ↗231 | ↘226 | ↗253 | ↗254 | ↗255 |
| 2025 |      |      |      |      |      |      |
| ↗256 |      |      |      |      |      |      |

## Состав
| № | Населённый пункт | Тип населённого пункта       | Население |
| - | ---------------- | ---------------------------- | --------- |
| 1 | Ицари            | село, административный центр | ↗256      |
| 2 | Санакари         | село                         | →0        |
| 3 | Чахрижи          | село                         | →0        |